# Падрон Санчес, Диего Рафаэль
Диего Рафаэль Падрон Санчес (исп. Diego Rafael Padrón Sánchez; род. 17 мая 1939, Монтальбан, Венесуэла) — венесуэльский кардинал. Титулярный епископ Джизипы и вспомогательный епископ Каракаса с 4 апреля 1990 по 7 мая 1994. Епископ Матурина с 7 мая 1994 по 27 марта 2002. Архиепископ Куманы с 27 марта 2002 по 24 мая 2018. Председатель конференции католических епископов Венесуэлы с 12 января 2012 по 9 января 2018. Кардинал-священник с титулом церкви Сан-Гаэтано с 30 сентября 2023.